# Marie Brand und die rastlosen Seelen
Marie Brand und die rastlosen Seelen ist die achtzehnte Episode der deutschen Krimiserie Marie Brand. Der Fernsehfilm mit Mariele Millowitsch in der Titelrolle und Hinnerk Schönemann als Kriminalhauptkommissar Jürgen Simmel wurde am 21. September 2016 erstmals im ZDF ausgestrahlt.

## Handlung
Die Wunderheilerin Sarah di Maga ist eine gefragte Schamanin. In Kursen und Workshops vermittelt sie den Teilnehmern ihre angeblich übersinnlichen Fähigkeiten. Eines Nachts wird sie jedoch erschlagen im Wald aufgefunden. Kommissarin Marie Brand und ihr Kollege Jürgen Simmel übernehmen die Ermittlungen. Zunächst überprüfen sie die Teilnehmer des letzten Workshops, stellen aber schnell fest, dass es auch außerhalb dieser Gruppe einige Verdächtige gibt. Zum einen die Kollegin des Opfers, Kyra, die ihre Firma aufgebaut hatte und allmählich erleben musste, dass Sarah offensichtlich die erfolgreichere von ihnen beiden war. Sie räumt ein, sich mit ihrer Freundin gestritten zu haben, doch ein weiterer Verdächtiger ist der Student Dankwart Fischler, der Sarah di Maga mit selbstgemixten halluzinogenen Drogen versorgte, die sie heimlich in ihren Workshops an die Teilnehmer verabreichte.
Bei ihren Ermittlungen stoßen Brand und Simmel auf das Ehepaar Kuttner. Deren Sohn war vor einem Jahr spurlos verschwunden und Ingrid Kuttner erhoffte sich von Sarah di Maga und ihren übersinnlichen Fähigkeiten einen Hinweis auf den Jugendlichen, wofür sie im Laufe der Sitzungen viel Geld gezahlt hatte. Dadurch erfährt Brand, dass die Schamanin im Grunde genommen eine skrupellose Geschäftsfrau war. Sie hatte ihrem früheren Arbeitgeber, dem Psychotherapeuten Dr. Beussel, Patientenakten gestohlen und so die zahlungskräftigen Privatkunden wie die Kuttners zu sich „geholt“. Ronald Kuttner ist ein erfolgreicher Geschäftsmann und im Verlaufe der Sitzungen seiner Frau hatte Sarah di Maga Kenntnis davon erlangt, dass er seinem Kollegen Forschungsergebnisse gestohlen und sie als seine Arbeit ausgegeben hatte. Mit diesem Wissen hatte sie Kuttner um 78.000 Euro erpresst. Damit wird Kuttner zu Brands und Simmels Hauptverdächtigen, doch findet sich unerwartet ein weiterer Verdächtiger: Felix Eichler. Er war der beste Freund von Jonas Kuttner und der letzte, der ihn vor seinem Verschwinden gesehen hatte. Brand vermutet, dass er weiß, was mit dem Jungen passiert war, dass dies durch die häufigen Sitzungen von Jonas’ Mutter herauskommen könnte. Brand und Simmel stellen Felix zur Rede und dabei stellt sich heraus, dass Jonas tödlich verunglückt war und Felix sich die ganze Zeit die Schuld daran gab und mit niemandem darüber reden konnte.
Da Marie Brand außer unterschiedlichsten Motiven keinen konkreten Beweis für die Täterschaft der Verdächtigen finden kann, greift sie zu einer List. Sie lässt alle Verdächtigen zusammenkommen und mitten in ihrem Verhör erreicht sie ein fingierter Telefonanruf, wonach gerade die Tatwaffe gefunden worden sei. Brand und Simmel verlassen daraufhin den Raum und hoffen, dass der wahre Täter sich verrät. Der Plan geht auf und sie können Ingrid Kuttner inflagranti ertappen, wie sie die Tatwaffe, ein indianisches Beil, aus einem Versteck holt. Sie gibt an, voller Wut auf Sarah di Maga eingeschlagen zu haben, weil sie herausgefunden hatte, dass sich die angebliche Schamanin nur ihr Vertrauen erschlichen hatte, um ihren Mann zu erpressen.

## Hintergrund
Die Folge wurde von der Warner Bros. International Television Production (Eyeworks) produziert und in Köln und Umgebung gedreht.

## Rezeption

### Einschaltquoten
Der Fernsehfilm Marie Brand und die rastlosen Seelen erreichte bei seiner Erstausstrahlung im ZDF am 21. September 2016 durchschnittlich 5,48 Millionen Zuschauer, was 18,6 Prozent des Marktanteils in Deutschland entsprach. Bei den 14- bis 49-Jährigen reichten 0,9 Millionen Zuseher für beachtliche 9 Prozent Marktanteil in dieser Gruppe.

### Kritiken
Tilmann P. Gangloff beurteilt diese Episode bei tittelbach.tv als nur mittelmäßig und meint: „Das Drehbuch wirkt konstruiert, die Schauspieler sind nicht immer glaubwürdig und die Titelheldin muss allzu oft ihr Unbegangen gegenüber esoterischen Methoden in Form kurzer Vorträge zum Ausdruck bringen. Amüsant sind dagegen die witzigen Einlagen von Hinnerk Schönemann, auch wenn sie den Fluss der Handlung im Grunde ebenso stören wie die Millowitschs Monologe (sic!).“